# Хоптинцы
Хоптинцы (укр. Хоптинці) — село в Хмельницком районе Хмельницкой области Украины.
Население по переписи 2001 года составляло 552 человека. Почтовый индекс — 32015. Телефонный код — 3251. Занимает площадь 1,89 км². Код КОАТУУ — 6821288601.

## Местная власть
32034, Хмельницкая обл., Хмельницкий р-н, пгт Сатанов